# Matang Panyang (Paya Bakong)
Matang Panyang is een bestuurslaag in het regentschap Aceh Utara van de provincie Atjeh, Indonesië. Matang Panyang telt 527 inwoners (volkstelling 2010).